# Мальцева Софія Василівна
Софія Василівна Мальцева (рос. Софья Васильевна Мальцева; нар. 29 серпня 1895, Москва, Російська імперія - пом. 26 квітня 1993, Москва, Росія) — російська і радянська тенісистка, чемпіонка СРСР в одиночному розряді (1928, 1932) і жіночому парному розряді (1932), заслужений майстер спорту СРСР ( 1947), суддя всесоюзної категорії (1951)  .

## Біографія
Софія Мальцева почала грати в теніс в 17-річному віці в Петровсько-Розумовському (в той час - окреме село, яке в 1917 році увійшло до складу Москви). З 1915 року вона грала за клуб «Уніон»  . Першим великим успіхом Мальцевої стала перемога в одиночному розряді на першому за радянських часів чемпіонаті Москви 1918 року, причому «знавців вразила тоді навіть не стільки сама перемога Мальцевої, скільки стиль її гри - активний, атакуючий, з виходами до сітки і впевненою грою з льота» .
У першому чемпіонаті СРСР з тенісу, який відбувся в 1924 році, Софія Мальцева дійшла до фіналу змагань в одиночному розряді, але у вирішальному матчі поступилася Тамірі Суходольській  .
Влітку 1928 року Софія Мальцева брала участь в тенісних змаганнях Всесоюзної спартакіади, які потім увійшли в статистику як четвертого чемпіонату СРСР з тенісу. У фіналі жіночого одиночного турніру вона обіграла Ніну Теплякову, завоювавши таким чином своє перше звання чемпіонки СРСР   .
Вдруге Софія Мальцева стала чемпіонкою СРСР в одиночному розряді в 1932 році, перемігши у фінальному матчі Олену Александрову. У тому ж році, граючи в парі з Александровою, Мальцева стала чемпіонкою СРСР в парному розряді .
Тричі (1928, 1929 і 1932 роках) Софія Мальцева очолювала список найсильніших тенісисток СРСР . У 1947 році їй було присвоєно звання заслуженого майстра спорту СРСР  .
Після закінчення ігрової кар'єри Софія Мальцева брала участь у багатьох тенісних змаганнях в якості судді, а також більше 30 років працювала у Всесоюзній класифікаційної комісії Федерації тенісу СРСР . У 1951 році їй було присвоєно звання судді всесоюзної категорії  .
Софія Мальцева померла 26 квітня 1993 в Москві  . Урна з її прахом була похована в колумбарії Донського кладовища  .
У 2007 році Софія Мальцева була включена до Залу російської тенісної слави .

## Виступи на турнірах

### Фінали чемпіонату СРСР

#### Одиночний розряд: 3 фіналу (2 перемоги - 1 поразка)
| Результат | №  | Рік  | Турнір         | Суперниця           | Рахунок  |
| поразка   | 1. | 1924 | Чемпіонат СРСР | Таміра Суходольська | 3-6, 4-6 |
| перемога  | 1. | 1928 | Чемпіонат СРСР | Ніна Теплякова      | 6-4, 6-4 |
| перемога  | 2. | 1932 | Чемпіонат СРСР | Олена Александрова  | 6-2, 6-2 |

#### Парний розряд: 2 фіналу (1 перемога)
| Результат | №  | Рік  | Турнір         | Партнерка          | Суперниці                          | Рахунок       |
| перемога  | 1. | 1932 | Чемпіонат СРСР | Олена Александрова | Зінаїда Клочкова Марія Мейер       | 8-6, 4-6, 6-4 |
| поразка   | 1. | 1934 | Чемпіонат СРСР | Олена Александрова | Анастасія Сурначова Ніна Теплякова | 6-3, 2-6, 0-6 |

#### Змішаний парний розряд: 1 фінал (1 поразка)
| Результат | №  | Рік  | Турнір         | Партнер             | суперники                        | Рахунок  |
| поразка   | 1. | 1927 | Чемпіонат СРСР | Всеволод Вербицький | Зінаїда Клочкова Євген Кудрявцев | 5-7, 4-6 |